# Julien Ingrassia

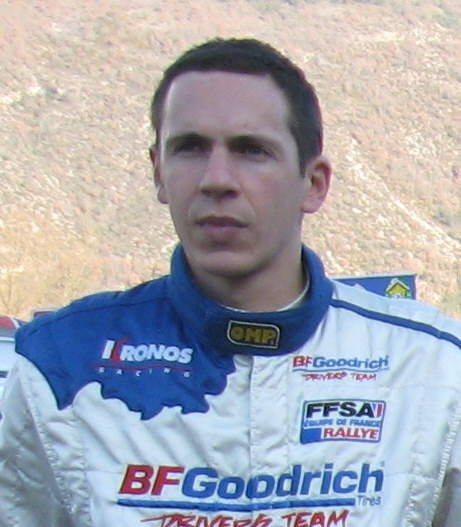
Julien a 2009-es Monte-Carlo-ralin

Julien Ingrassia (Aix-en-Provence, 1979. november 26.) francia rali-navigátor. Jelenleg ő Sébastien Ogier navigátora a rali-világbajnokság versenyein.

## Pályafutása
2002-ben kezdte a navigátor-pályafutását.
2006 óta Sébastien Ogier mellett navigál. 2008-ban megnyerték a junior rali-világbajnokságot, majd 2009-ben a Citroen félgyári csapatához, a Citroen Junior Team csapatához kerültek. A 2009-es szezon alatt egy alkalommal végeztek dobogós pozícióban, ezentúl többször is pontszerzők voltak; végül a nyolcadik helyen zárták a pontversenyt.
A 2010-es szezonban, a portugál versenyen megszerezték első világbajnoki győzelmüket, majd a japán ralin is győzni tudtak. Tíz futam elteltével a bajnokság második helyén állnak.

#### WRC Győzelmek
| #  | Forduló                                   | Szezon | Versenyző       | Autó                  |
| -- | ----------------------------------------- | ------ | --------------- | --------------------- |
| 1  | 44th Vodafone Rally de Portugal           | 2010   | Sébastien Ogier | Citroën C4 WRC        |
| 2  | 6th Rally Japan                           | 2010   | Sébastien Ogier | Citroën C4 WRC        |
| 3  | 45th Vodafone Rally de Portugal           | 2011   | Sébastien Ogier | Citroën DS3 WRC       |
| 4  | 29th Jordan Rally                         | 2011   | Sébastien Ogier | Citroën DS3 WRC       |
| 5  | 57th Acropolis Rally                      | 2011   | Sébastien Ogier | Citroën DS3 WRC       |
| 6  | 29th ADAC Rallye Deutschland              | 2011   | Sébastien Ogier | Citroën DS3 WRC       |
| 7  | 2nd Rallye de France-Alsace               | 2011   | Sébastien Ogier | Citroën DS3 WRC       |
| 8  | 61st Rally Sweden                         | 2013   | Sébastien Ogier | Volkswagen Polo R WRC |
| 9  | 27th Rally Guanajuato México              | 2013   | Sébastien Ogier | Volkswagen Polo R WRC |
| 10 | 47th Rally de Portugal                    | 2013   | Sébastien Ogier | Volkswagen Polo R WRC |
| 11 | 10th Rally di Sardegna                    | 2013   | Sébastien Ogier | Volkswagen Polo R WRC |
| 12 | 63rd Neste Oil Rally Finland              | 2013   | Sébastien Ogier | Volkswagen Polo R WRC |
| 13 | 22nd Rally Australia                      | 2013   | Sébastien Ogier | Volkswagen Polo R WRC |
| 14 | 4th Rallye de France-Alsace               | 2013   | Sébastien Ogier | Volkswagen Polo R WRC |
| 15 | 49th Rally RACC Catalunya – Costa Daurada | 2013   | Sébastien Ogier | Volkswagen Polo R WRC |
| 16 | 69th Wales Rally GB                       | 2013   | Sébastien Ogier | Volkswagen Polo R WRC |
| 17 | 82nd Rallye Automobile Monte-Carlo        | 2014   | Sébastien Ogier | Volkswagen Polo R WRC |
| 18 | 28th Rally Guanajuato México              | 2014   | Sébastien Ogier | Volkswagen Polo R WRC |
| 19 | 48th Vodafone Rally de Portugal           | 2014   | Sébastien Ogier | Volkswagen Polo R WRC |
| 20 | 11th Rally di Sardegna                    | 2014   | Sébastien Ogier | Volkswagen Polo R WRC |
| 21 | 71st LOTOS Rally Poland                   | 2014   | Sébastien Ogier | Volkswagen Polo R WRC |
| 22 | 23rd Coates Hire Rally Australia          | 2014   | Sébastien Ogier | Volkswagen Polo R WRC |
| 23 | 50th Rally RACC Catalunya – Costa Daurada | 2014   | Sébastien Ogier | Volkswagen Polo R WRC |
| 24 | 70th Wales Rally GB                       | 2014   | Sébastien Ogier | Volkswagen Polo R WRC |
| 25 | 83rd Rallye Automobile Monte-Carlo        | 2015   | Sébastien Ogier | Volkswagen Polo R WRC |
| 26 | 63rd Rally Sweden                         | 2015   | Sébastien Ogier | Volkswagen Polo R WRC |
| 27 | 29th Rally Guanajuato México              | 2015   | Sébastien Ogier | Volkswagen Polo R WRC |
| 28 | 12° Rally d'Italia Sardegna               | 2015   | Sébastien Ogier | Volkswagen Polo R WRC |
| 29 | 72nd LOTOS Rally Poland                   | 2015   | Sébastien Ogier | Volkswagen Polo R WRC |
| 30 | 33rd Rallye Deutschland                   | 2015   | Sébastien Ogier | Volkswagen Polo R WRC |
| 31 | 24th Rally Australia                      | 2015   | Sébastien Ogier | Volkswagen Polo R WRC |
| 32 | 71st Wales Rally GB                       | 2015   | Sébastien Ogier | Volkswagen Polo R WRC |
| 33 | 84th Rallye Automobile Monte-Carlo        | 2016   | Sébastien Ogier | Volkswagen Polo R WRC |
| 34 | 64th Rally Sweden                         | 2016   | Sébastien Ogier | Volkswagen Polo R WRC |
| 35 | 34th Rally Germany                        | 2016   | Sébastien Ogier | Volkswagen Polo R WRC |
| 36 | 60th Rally France                         | 2016   | Sébastien Ogier | Volkswagen Polo R WRC |
| 37 | 52nd Rally RACC Catalunya – Costa Daurada | 2016   | Sébastien Ogier | Volkswagen Polo R WRC |
| 38 | 72nd Wales Rally GB                       | 2016   | Sébastien Ogier | Volkswagen Polo R WRC |
| 39 | 85th Rallye Automobile Monte-Carlo        | 2017   | Sébastien Ogier | Ford Fiesta WRC       |
| 40 | 51° Vodafone Rally de Portugal            | 2017   | Sébastien Ogier | Ford Fiesta WRC       |
| 41 | 86th Automobile Rallye Monte-Carlo        | 2018   | Sébastien Ogier | Ford Fiesta WRC       |
| 42 | 32nd Rally Guanajuato México              | 2018   | Sébastien Ogier | Ford Fiesta WRC       |
| 43 | 61ème Tour de Corse – Rallye de France    | 2018   | Sébastien Ogier | Ford Fiesta WRC       |
| 44 | 74th Wales Rally GB                       | 2018   | Sébastien Ogier | Ford Fiesta WRC       |
| 45 | 87ème Rallye Automobile Monte-Carlo       | 2019   | Sébastien Ogier | Citroën C3 WRC        |
| 46 | 33rd Rally Guanajuato México              | 2019   | Sébastien Ogier | Citroën C3 WRC        |